# Danny Grant
Daniel Frederick „Danny“ Grant (* 21. Februar 1946 in Fredericton, New Brunswick; † 14. Oktober 2019 ebenda) war ein kanadischer Eishockeyspieler und -trainer, der im Verlauf seiner aktiven Karriere zwischen unter anderem 779 Spiele für die Canadiens de Montréal, Minnesota North Stars, Detroit Red Wings und Los Angeles Kings in der National Hockey League auf der Position des rechten Flügelstürmers bestritten hat. Seinen größten Karriereerfolg feierte Grant, der dreimal am NHL All-Star Game teilnahm, in Diensten der Canadiens de Montréal mit dem Gewinn des Stanley Cups im Jahr 1968. Ein Jahr später wurde er mit der Calder Memorial Trophy ausgezeichnet.

## Karriere
Danny Grant spielte von 1962 bis 1966 für die Peterborough Petes in der Ontario Hockey Association. Er wurde nie gedraftet, gab aber noch während der Saison 1965/66 sein Debüt für die Canadiens de Montréal in der National Hockey League. Die folgende Saison verbrachte Grant bei den Houston Apollos in der Central Professional Hockey League und kam zu 70 Einsätzen, in denen er 58 Punkte erzielte. In der Spielzeit 1967/68 kam er bei den Canadiens zu 22 Einsätzen in der Regular Season und zu zehn Spielen in den Playoffs, doch der Durchbruch gelang ihm in Montréal nicht, obwohl er dem Team angehörte, das den Stanley Cup in diesem Jahr gewann.
Im Juni 1968 wurde er als Bestandteil eines großen Transfergeschäfts zu den Minnesota North Stars abgegeben. Bereits in seiner Debütsaison erspielte sich Grant einen Stammplatz im NHL-Kader, den er während seines Engagements in Minneapolis nicht mehr abgab. In 75 Spielen der regulären Saison 1968/69 erzielte er 65 Punkte und wurde zur Belohnung als bester Rookie des Jahres mit der Calder Memorial Trophy ausgezeichnet. Die folgenden fünf Jahre bei den North Stars verliefen ähnlich erfolgreich, Grant blieb nur in der Saison 1971/72 unter 50 Punkten. In den Playoffs kam man allerdings nicht über die zweite Runde hinaus. Dreimal war der Linksschütze Teilnehmer an einem NHL All-Star Game, 1969 für die Western Division All-Stars sowie 1970 und 1971 als Spieler der Western Conference All-Stars.
Grant galt als eher langsamer Spieler, doch hatte überdurchschnittliche Ausdauer und verfügte über einen schnellen, gezielten Schuss aus dem Handgelenk. Er hält bei den Minnesota North Stars den Rekord für die meisten NHL-Spiele in Folge. Im August 1974 schickte man ihn für Henry Boucha zu den Detroit Red Wings. In Detroit spielte er zusammen mit Marcel Dionne. In der Spielzeit 1974/75 erzielte er mit 50 Toren, 37 Assists und 87 Punkten seine statistisch beste Saison in der NHL. Diese Leistungen konnte er später nicht mehr erreichen, da Grant durch mehrere längere Verletzungspausen gebremst wurde. In der Saison 1975/76 war er auch Mannschaftskapitän in Detroit. Da die Red Wings seine Dienste nicht mehr benötigten, wurde Grant auf seinen Wunsch hin, im Januar 1978 zu den Los Angeles Kings transferiert. Dort traf er wieder auf seinen ehemaligen Sturmpartner Marcel Dionne, mit dem er schon in Detroit gespielt hatte. Mit Dionne und Dave Taylor bildete er in Los Angeles die Angriffsreihe. Nach nicht mal zwei Spieljahren war die Karriere von Danny Grant in L.A. allerdings beendet, da ihm eine erneute Knieverletzung zum Rücktritt zwang.
In der Saison 1981/82 kehrte er für 18 Spiele aufs Eis zurück und spielte in seiner Geburtsstadt für die Fredericton Express, ein Franchise aus der American Hockey League. Im Jahr 1985 wurde er in die Sports Hall of Fame seiner Heimatprovinz New Brunswick aufgenommen. Später trainierte Grant zwischen 1994 und 1996 die Eishockeymannschaft der University of New Brunswick sowie in der Saison 1997/98 die Halifax Mooseheads aus der Ligue de hockey junior majeur du Québec (LHJMQ). Grant verstarb im Oktober 2019 im Alter von 73 Jahren an den Folgen einer Krebserkrankung.

## Erfolge und Auszeichnungen
| - 1965 OHA Second All-Star Team - 1966 OHA First All-Star Team - 1968 Stanley-Cup-Gewinn mit den Canadiens de Montréal - 1969 Calder Memorial Trophy | - 1969 Teilnahme am NHL All-Star Game - 1970 Teilnahme am NHL All-Star Game - 1971 Teilnahme am NHL All-Star Game - 1985 Aufnahme in die New Brunswick Sports Hall of Fame |

## Karrierestatistik
(Legende zur Spielerstatistik: Sp oder GP = absolvierte Spiele; T oder G = erzielte Tore; V oder A = erzielte Assists; Pkt oder Pts = erzielte Scorerpunkte; SM oder PIM = erhaltene Strafminuten; +/− = Plus/Minus-Bilanz; PP = erzielte Überzahltore; SH = erzielte Unterzahltore; GW = erzielte Siegtore; 1 Play-downs/Relegation; Kursiv: Statistik nicht vollständig)